# ArenaBowl XIX
Match précédent Match suivant
L'ArenaBowl XIX est le match de championnat 2005 de l'Arena Football League (AFL) et est joué au Thomas & Mack Center à Paradise, dans le Nevada. Le tout premier ArenaBowl sur terrain neutre de l'histoire de la ligue américaine attire 10 822 fans qui ont vu le Crush du Colorado battre le Force de la Géorgie 51 à 48 et remporter le trophée.

## Sommaire du match
Lors d'un affrontement entre deux participants qui jouent pour la première fois à l'ArenaBowl (sans compter les apparitions de la Force dans les ArenaBowls XIV et XV en tant que Kats de Nashville, ces matchs étant attribués à la nouvelle franchise Kats), les Crush le titre après seulement trois ans d'existence.
À la fin du temps imparti, Clay Rush inscrit un field goal de 20 yards pour permettre au Colorado Crush de remporter une victoire de 51-48 dans ArenaBowl XIX. Le but de Rush a donné au Colorado sa dernière avance dans le match, dans la mesure où l’équipe n’a jamais été menée, même si la Force est revenue à égalité trois fois au quatrième quart.
Le coup de grâce est arrivé à 18 secondes de la fin du match après que le quarterback de la Géorgie, Matt Nay ait lancé une passe de touchdown de 20 yards pour Chris Jackson, laissant cependant au Crush suffisamment de temps pour riposter. Ils récupèrent la balle sur leur propre ligne des 5 yards avec 18 secondes à jouer. Le QB John Dutton lance une passe profonde de 37 yards et trouve son receveur, Kevin McKenzie. Une pénalité infligée à la Géorgie (Illegal hands to the face) rapproche encore plus le Crush, sur la ligne des 4 yards adverse, pour le field goal gagnant.
Willis Marshall, du Colorado, inscrit trois touchdowns à la course en première mi-temps, un record pour un joueur en ArenaBowl depuis Art Schlichter qui en a eu quatre lors de l'ArenaBowl IV. Marshall a également six réceptions pour 111 yards et un autre touchdown, puis quatre plaquages en défense pour repartir avec les honneurs d'Ironman et de joueur offensif du match.
La victoire du Colorado est une étape importante pour les copropriétaires Pat Bowlen, Stan Kroenke et John Elway, chacun ayant fait partie d'équipes du championnat NFL. Les Broncos de Denver ont remporté deux Super Bowls sous la direction de Bowlen et du quarterback Elway,, tandis que Kroenke était un propriétaire minoritaire des Rams de St. Louis pendant la saison 1999 de cette équipe.

## Évolution du score
| Temps           | Description des actions                                               | Score CO-GE | Score CO-GE |
| --------------- | --------------------------------------------------------------------- | ----------- | ----------- |
| 1er Quart-temps |                                                                       |             |             |
| 12:18           | TD de 1 yard à la course par Marshall (PAT de Rush)                   |             | 7-0         |
| 04:42           | FG de 20 yards par Rush                                               |             | 10-0        |
| 00:42           | TD de 1 yard à la course par Nagy (PAT de Garner)                     |             | 10-7        |
| 2e Quart-temps  |                                                                       |             |             |
| 11:56           | TD de 4 yards à la course par Marshall (PAT de Rush)                  |             | 17-7        |
| 05:42           | TD de 27 yards à la course par Aldridge (PAT de Garner)               |             | 17-13       |
| 00:52           | TD de 3 yards à la course par Marshall (PAT de Rush)                  |             | 24-13       |
| 00:29           | TD de 2 yards à la course par Thomas (PAT de Garner)                  |             | 24-20       |
| 3e Quart-temps  |                                                                       |             |             |
| 07:53           | TD de 12 yards par Harrell suite d'une passe de Dutton (PAT de Rush)  |             | 31-20       |
| 03:01           | TD de 2 yards par Lee suite d'une passe de Nagy (PAT de Garner)       |             | 31-27       |
| 4e Quart-temps  |                                                                       |             |             |
| 12:03           | FG de 26 yards par Rush                                               |             | 34-27       |
| 09:19           | TD de 34 yards par Lee suite d'une passe de Nagy (PAT de Garner)      | Égalité     | 34-34       |
| 07:57           | TD de 45 yards par Marshall suite d'une passe de Dutton (PAT de Rush) |             | 41-34       |
| 04:47           | TD de 27 yards par Lee suite d'une passe de Nagy (PAT de Garner)      | Égalité     | 41-41       |
| 03:36           | TD de 30 yards par Harrell suite d'une passe de Dutton (PAT de Rush)  |             | 48-41       |
| 00:18           | TD de 20 yards par Jackson suite d'une passe de Nagy (PAT de Garner)  | Égalité     | 48-48       |
| 00:00           | FG de 20 yards par Rush                                               |             | 51-48       |

## Les équipes en présence
| Joueur             | Position      | Université             |
| ------------------ | ------------- | ---------------------- |
| Bruce Adrine       | OL/DL         | Georgia                |
| Kevin Aldridge     | DE            | SMU                    |
| Troy Bergeron      | WR            | Middle Tennessee State |
| Jayson Bray        | WR/DB, DB     | Auburn                 |
| Dialleo Burks      | WR            | East. Kentucky         |
| Rob Carey          | DB            | Lock Haven (PA)        |
| Nate Coggins       | DB            | Georgia Southern       |
| Chris Demaree      | DT            | Kentucky               |
| Todd Doxzon        | WR            | Iowa St.               |
| Kevin Gaines       | DB            | Louisville             |
| Nelson Garner      | K             | James Madison          |
| Willie Gary        | DB            | Kentucky               |
| Glen Gauntt        | QB            | South Florida          |
| Ernest Grant       | DT            | Ark-Pine Bluff         |
| Shane Grice        | G             | Mississippi            |
| Chris Jackson      | WR            | California-Riverside   |
| Chris Johnson      | WR            | Georgia Southern       |
| Marcus Keys        | OL            | North Alabama          |
| Jim Kubiak         | QB            | Navy                   |
| Derek Lee          | WR            | Tennessee Tech         |
| Luke Leverson      | WR/DB, WR     | Minnesota              |
| Adam Metts         | OL            | North Carolina         |
| Scottie Montgomery | WR            | Duke                   |
| Dary Myricks       | OL/DL         | The Citadel            |
| Matt Nagy          | QB            | Delaware               |
| Ricky Parker       | DB            | San Diego St.          |
| Juan Porter        | OL, G         | Ohio State             |
| Bobby Setzer       | DE            | Boise St.              |
| Jermaine Smith     | DT            | Georgia                |
| Justin Taplin      | WR/DB         | Arizona State          |
| Robert Thomas      | FB-LB         | Henderson St.          |
| Nick Ward          | DB            | Miami (FL)             |
| Gillis Wilson      | DE            | Southern               |
| Jermaine Younger   | FB/LB, DE, LB | Utah State             |

| Joueur           | Position  | Université                  |
| ---------------- | --------- | --------------------------- |
| Maurice Anderson | DT, OL/DL | Virginia                    |
| Dustin Barno     | DL        | East Stroudsburg State (PA) |
| Toure Carter     | WR/DB     | Ashland (OH)                |
| Jose Davis       | QB        | Kent State                  |
| Chad Dukes       | RB        | Pittsburgh                  |
| John Dutton      | QB        | Nevada-Reno                 |
| Rashad Floyd     | DB        | Portland State              |
| Damian Harrell   | WR        | Florida State               |
| Ahmad Hawkins    | DB        | Virginia                    |
| Delvin Hughley   | DB        | Jacksonville State          |
| Hugh Hunter      | DL, DE    | Hampton                     |
| Donny Klein      | OL/DL     | Temple                      |
| Darcey Levy      | WR        | Pittsburgh                  |
| Willie Marshall  | WR, WR/DB | Youngstown State            |
| Andy McCullough  | WR        | Tennessee                   |
| Kevin McKenzie   | WR        | Washington St.              |
| Kyle Moore-Brown | OL        | Kansas                      |
| Saul Patu        | DL        | Oregon                      |
| John Peaua       | LB        | Nevada                      |
| Derrick Pickens  | OL/DL     | Iowa                        |
| Allen Reese      | DT        | Kansas St.                  |
| Clay Rush        | K         | Missouri Western            |
| Bryant Shaw      | DL, DE    | Mississippi College         |
| Jabir Walker     | DB, DS    | Murray State                |
| Chris Watton     | OL/DL, OG | Baylor                      |
| Rich Young       | FB/LB, LB | Tulsa                       |

## Statistiques par équipe
| Données                   | Géorgie | Colorado |
| ------------------------- | ------- | -------- |
| 1er Downs                 | 23      | 20       |
| Yards à la course         | 31      | 12       |
| Yards à la passe          | 247     | 347      |
| Fumbles/Perdu             | 0/0     | 1/1      |
| Yards en retour de Fumble | 0       | 0        |
| Pénalités/Yards           | 7/34    | 7/29     |
| Temps de possession       | 31:15   | 28:45    |
| Conversion de 3e Down     | 3/8     | 2/4      |
| Conversion de 4e Down     | 1/2     | 1/2      |